# Szojuz TM–10
A Szojuz TM–10 orosz háromszemélyes szállító űrhajó, a 10. expedíció a Mir űrállomásra.

## Küldetés
Az űrhajó két űrhajóst szállított a Mir űrállomásra, a csatlakozást követően mentőegységként, illetve visszatérő eszközként került alkalmazásra. Leszálláskor három űrhajóssal indult vissza, a kabinban elhelyezett kamera folyamatosan rögzítette az űrhajósok magatartását, viselkedését.

## Jellemzői
1990. augusztus 1-jén a bajkonuri űrrepülőtér indítóállomásról egy Szojuz–U2 típusú hordozórakétával juttatták Föld körüli, közeli körpályára. Kétnapos önálló repülést követően augusztus 3-án csatlakozva a Mir űrállomáshoz, a 7. legénységet alkották. Az űrhajó felépítése, technikai adatai egyeznek a Szojuz TM–1 űreszközzel. Az orbitális egység pályája 88,7 perces, 51,6 fokos hajlásszögű, elliptikus pálya-perigeuma 198 kilométer, apogeuma 219 kilométer volt. Hasznos tömege 7150 kilogramm.
Az űrállomáson különböző tudományos munkákat végeztek:  Föld-megfigyelés, geofizikai kísérletek különböző anyagokkal (Mir laboratórium), biológiai és biotechnológiai műveletek, kísérletek. Szolgálati idejük alatt karbantartó, javító munkálatokat végeztek. Az aktív legénység október 29-én egy 3 óra 45 perces külső munkát – hőszigetelés javítása – végzett. Három alkalommal érkezett szállítás Progressz űrhajóval (M–4,  M–5). A Progressz–5 televíziós felszerelést is szállított, a közelgő közös szovjet-japán küldetés számára. A Progressz–5 volt az első teherszállító űrhajó, amelyet elláttak egy 350 kg tömegű Raduga visszatérő kapszulával, 150 kg teherbírással. Az új technológiai megoldással ezentúl nem csak felfelé történhet szállítás, hanem az űrkörülmények között létrehozott anyagokat, biológiai kísérleteket és további kész eredményeket folyamatosan lehet lefelé is szállítani. Összesen 130 napot, 20 órát, 35 percet és 51 másodpercet töltött a világűrben, ez alatt 2125 alkalommal kerülte meg a Földet. Aktív szolgálati ideje 1990.december 10-én – hagyományos módszerrel: ejtőernyős leereszkedéssel – Arkalik (oroszul: Арқалық) városától 69 kilométerre sikeresen visszatért a Földre.

## Személyzet

### Felfelé
- Gennagyij Mihajlovics Manakov kutatásfelelős parancsnok
- Gennagyij Mihajlovics Sztrekalov fedélzeti mérnök

### Lefelé
- Gennagyij Mihajlovics Manakov kutatásfelelős parancsnok
- Gennagyij Mihajlovics Sztrekalov fedélzeti mérnök
- Akijama Tojohiro újságíró-kutató